# Ainay-le-Vieil
Ainay-le-Vieil és un municipi francès, situat al departament de Cher i a la regió de Centre (França). L'any 2007 tenia 203 habitants.

## Demografia

### Població
El 2007 la població de fet d'Ainay-le-Vieil era de 203 persones. Hi havia 84 famílies, de les quals 25 eren unipersonals (18 homes vivint sols i 7 dones vivint soles), 37 parelles sense fills, 18 parelles amb fills i 4 famílies monoparentals amb fills.
La població ha evolucionat segons el següent gràfic:
Habitants censats

### Habitatges
El 2007 hi havia 129 habitatges, 84 eren l'habitatge principal de la família, 35 eren segones residències i 9 estaven desocupats. 119 eren cases i 7 eren apartaments. Dels 84 habitatges principals, 63 estaven ocupats pels seus propietaris, 17 estaven llogats i ocupats pels llogaters i 4 estaven cedits a títol gratuït; 3 tenien dues cambres, 27 en tenien tres, 21 en tenien quatre i 34 en tenien cinc o més. 51 habitatges disposaven pel capbaix d'una plaça de pàrquing. A 33 habitatges hi havia un automòbil i a 37 n'hi havia dos o més.

### Piràmide de població
La piràmide de població per edats i sexe el 2009 era:
| Homes | Edats   | Dones |
| ----- | ------- | ----- |
| 0     | 95 o +  | 0     |
| 0     | 90 a 94 | 0     |
| 0     | 85 a 89 | 0     |
| 0     | 80 a 84 | 8     |
| 8     | 75 a 79 | 8     |
| 12    | 70 a 74 | 4     |
| 8     | 65 a 69 | 4     |
| 8     | 60 a 64 | 8     |
| 8     | 55 a 59 | 8     |
| 4     | 50 a 54 | 12    |
| 4     | 45 a 49 | 0     |
| 0     | 40 a 44 | 0     |
| 20    | 35 a 39 | 4     |
| 8     | 30 a 34 | 16    |
| 4     | 25 a 29 | 4     |
| 0     | 20 a 24 | 4     |
| 0     | 15 a 19 | 4     |
| 4     | 10 a 14 | 8     |
| 12    | 5 a 9   | 4     |
| 4     | 0 a 4   | 4     |

## Economia
El 2007 la població en edat de treballar era de 124 persones, 84 eren actives i 40 eren inactives. De les 84 persones actives 74 estaven ocupades (38 homes i 36 dones) i 11 estaven aturades (6 homes i 5 dones). De les 40 persones inactives 17 estaven jubilades, 9 estaven estudiant i 14 estaven classificades com a «altres inactius».

### Ingressos
El 2009 a Ainay-le-Vieil hi havia 88 unitats fiscals que integraven 190,5 persones, la mediana anual d'ingressos fiscals per persona era de 13.613 €.

### Activitats econòmiques
Dels 4 establiments que hi havia el 2007, 1 era d'una empresa de fabricació d'altres productes industrials, 1 d'una empresa immobiliària i 2 d'empreses classificades com a «altres activitats de serveis».
L'any 2000 a Ainay-le-Vieil hi havia 7 explotacions agrícoles.

## Equipaments sanitaris i escolars
El 2009 hi havia una escola elemental integrada dins d'un grup escolar amb les comunes properes formant una escola dispersa.

## Poblacions més properes
El següent diagrama mostra les poblacions més properes.